# مافي بينتشي
مافي بينتشي (بالإنجليزية: Maeve Binchy) (و. 1940 – 2012 م) هي كاتِبة، وروائية، وكاتبة مسرحية، ومعلمة مدرسية، وكاتبة سيناريو، وصحفية، وكاتبة قصص قصيرة أيرلندية، توفيت في دبلن، عن عمر يناهز 72 عاماً، بسبب نوبة قلبية.

## التعليم
تعلمت في كلية دبلن الجامعية
.

## جوائز
حصلت على جوائز منها:
- Irish Book Awards [الإنجليزية]‏ (2010)
- British Book Awards [الإنجليزية]‏ (1999)
- جائزة نادي القلم الإيرلندي [الإنجليزية]‏[9]

## وصلات خارجية
- مافي بينتشي على موقع IMDb (الإنجليزية)
- مافي بينتشي على موقع الموسوعة البريطانية (الإنجليزية)
- مافي بينتشي على موقع مونزينجر (الألمانية)
- مافي بينتشي على موقع ميوزك برينز (الإنجليزية)
- مافي بينتشي على موقع أول موفي (الإنجليزية)
- مافي بينتشي على موقع قاعدة بيانات الأفلام السويدية (السويدية)
- مافي بينتشي على موقع ديسكوغز (الإنجليزية)
- مافي بينتشي على موقع قاعدة بيانات الفيلم (الإنجليزية)